# Syllabizität
Syllabizität (auch Silbizität) ist in der Phonologie die Eigenschaft eines Lautes, in einer gegebenen Sprache einen Silbenkern bilden zu können. Man bezeichnet diese Laute dann auch als silbisch und alle anderen Laute als nichtsilbisch. Silbisch zu sein ist mithin eine Eigenschaft des Lautes, die dieser immer hat. Ein Laut, der in einem bestimmten Kontext einen Silbenkern bildet, wird als Sonant bezeichnet. In welchen Kontexten ein Laut einen Silbenkern bilden kann, hängt wesentlich von seiner Sonoritätsklasse ab.
Silbische Laute sind stets die Vokale und außerdem im Deutschen zum Beispiel die Laute [n] und [l]. In der Schreibung der Standardsprache wird immer ein „e“ mit dem Lautwert Schwa [ə] dazugeschrieben, das bei der Aussprache dann oft wegfällt, also reden (nicht redn) und Gabel (nicht Gabl). Dagegen hat im bairischen Raum bei Ortsnamen, deren zweite Silbe ein silbisches [l] ist, die offizielle Schreibweise oft kein „e“ vor dem „l“, z. B. Marktl, Huglfing, Machtlfing.
Im Internationalen Phonetischen Alphabet wird das Merkmal silbisch mit ◌̩ (Unicode COMBINING VERTICAL LINE BELOW U+0329) und das Merkmal nichtsilbisch mit ◌̯ (Unicode COMBINING INVERTED BREVE BELOW U+032F) markiert.